# Tim A. Rodriquez
Tim A. Rodriquez (...) è un astronomo statunitense.
Il Minor Planet Center gli accredita la scoperta dell'asteroide 5279 Arthuradel effettuata l'8 giugno 1988.
Ha inoltre coscoperto la cometa non periodica C/1988 L1 (Shoemaker-Holt-Rodriquez).